# Wereldkampioenschappen judo 2017
De wereldkampioenschappen judo 2017 werden van 28 augustus tot en met 3 september gehouden in Boedapest, Hongarije. Er stonden zestien onderdelen op het programma: acht voor mannen en acht voor vrouwen. Aan het toernooi deden 731 judoka's mee, afkomstig uit 126 landen. Op de slotdag van de WK stond voor het eerst de gemengde landenwedstrijd op het programma. Ook Nederland deed mee aan dit nieuwe olympische onderdeel.
De Nederlandse judoploeg zou met twaalf judoka's naar de WK in Boedapest gaan, maar Henk Grol haakte op het allerlaatste moment af vanwege een knieblessure. Hij zou zijn rentree maken na de voor hem mislukte Olympische Spelen 2016 in Rio de Janeiro.
Ook Juul Franssen, die eerder in onmin met de Judo Bond Nederland leefde, ontbrak in de selectie. Zij had in mei 2017 via een kort geding afgedwongen dat ze weer deel mocht nemen aan internationale wedstrijden, maar sindsdien liet ze verstek gaan.

## Deelnemers

### Nederland
Mannen
– 60 kg — Geen deelnemer
– 66 kg — Geen deelnemer
– 73 kg — Sam van 't Westende
– 81 kg — Frank de Wit
– 90 kg — Noël van 't End
–100kg — Michael Korrel
+100kg — Roy Meyer
Vrouwen
–48 kg — Geen deelneemster
–52 kg — Geen deelneemster
–57 kg — Margriet Bergstra
–63 kg — Geen deelneemster
–70 kg — Sanne van Dijke, Kim Polling
–78 kg — Marhinde Verkerk, Guusje Steenhuis
+78 kg — Tessie Savelkouls

### België
Mannen
– 60 kg — Geen deelnemer
– 66 kg — Kenneth van Gansbeke
– 73 kg — Dirk Van Tichelt
– 81 kg — Joachim Bottieau
– 90 kg — Geen deelnemer
–100kg — Toma Nikiforov
+100kg — Geen deelnemer
Vrouwen
–48 kg — Geen deelneemster
–52 kg — Charline Van Snick
–57 kg — Geen deelneemster
–63 kg — Geen deelneemster
–70 kg — Roxane Taeymans, Lola Mansour
–78 kg — Geen deelneemster
+78 kg — Geen deelneemster

## Resultaten

### Mannen
| Gewichtsklasse | Goud                 | Zilver              | Brons                                 |
| -------------- | -------------------- | ------------------- | ------------------------------------- |
| – 60 kg        | Naohisa Takato       | Orkhan Safarov      | Ganbatyn Boldbaatar Diyorbek Urozboev |
| – 66 kg        | Hifumi Abe           | Michail Poeljajev   | Vazha Margvelashvili Tal Flicker      |
| – 73 kg        | Soichi Hashimoto     | Rustam Orujov       | An Chang-rim Ganbaataryn Odbayar      |
| – 81 kg        | Alexander Wieczerzak | Matteo Marconcini   | Saeid Mollaei Khasan Khalmurzaev      |
| – 90 kg        | Nemanja Majdov       | Mihael Žgank        | Gwak Dong-han Ushangi Margiani        |
| – 100 kg       | Aaron Wolf           | Varlam Liparteliani | Kirill Denisov Elmar Gasimov          |
| + 100 kg       | Teddy Riner          | David Moura         | Tuvshinbayar Naidan Rafael Silva      |

### Vrouwen
| Gewichtsklasse | Goud                  | Zilver                 | Brons                                |
| -------------- | --------------------- | ---------------------- | ------------------------------------ |
| – 48 kg        | Funa Tonaki           | Mönkhbatyn Urantsetseg | Ami Kondo Galbadrakhyn Otgontsetseg  |
| – 52 kg        | Ai Shishime           | Natsumi Tsunoda        | Natalja Koezjoetina Érika Miranda    |
| – 57 kg        | Dorjsürengiin Sumiyaa | Tsukasa Yoshida        | Helene Receveaux Nekoda Smythe-Davis |
| – 63 kg        | Clarisse Agbegnenou   | Tina Trstenjak         | Agata Ozdoba Mungunchimeg Baldorj    |
| – 70 kg        | Chizuru Arai          | Maria Pérez            | Yuri Alvear María Bernabéu           |
| – 78 kg        | Mayra Aguiar          | Mami Umeki             | Kaliema Antomarchi Natalie Powell    |
| + 78 kg        | Song Yu               | Sarah Asahina          | Iryna Kindzerska Kim Min-Jeong       |

### Gemengd
| Gewichtsklasse | Goud | Zilver | Brons |
| -------------- | --- | --- | --- |
| Team           | Japan Chizuru Arai Sarah Asahina Hisayoshi Harasawa Soichi Hashimoto Kenta Nagasawa Takanori Nagase Riki Nakaya Takeshi Ojitani Saki Niizoe Akira Sone Nae Udaka Tsukasa Yoshida | Brazilië Maria Altheman Eduardo Barbosa Eduardo Bettoni Marcelo Contini Érika Miranda David Moura Victor Penalber Maria Portela Ketleyn Quadros Rafael Silva Rafaela Silva Beatriz Souza | Frankrijk Clarisse Agbegnenou Émilie Andéol Benjamin Axus Axel Clerget Romane Dicko Pierre Duprat Marie-Eve Gahié Priscilla Gneto Cyrille Maret Loïc Pietri Hélène Receveaux Teddy Riner Zuid-Korea An Baul An Chang-rim Gwak Dong-han Jeong Hye-jin Ji Yun-seo Kim Min-jeong Kim Sung-min Kim Seong-yeon Kwon You-jeong Lee Jae-yong Park Yu-jin Won Jong-hoon |

## Medaillespiegel
| Plaats | Land                | Goud | Zilver | Brons | Totaal |
| 1      | Japan               | 8    | 4      | 1     | 13     |
| 2      | Frankrijk           | 2    | 0      | 2     | 4      |
| 3      | Brazilië            | 1    | 2      | 2     | 5      |
| 4      | Mongolië            | 1    | 1      | 4     | 6      |
| 5      | China               | 1    | 0      | 0     | 1      |
| 5      | Duitsland           | 1    | 0      | 0     | 1      |
| 5      | Servië              | 1    | 0      | 0     | 1      |
| 8      | Azerbeidzjan        | 0    | 2      | 2     | 4      |
| 9      | Slovenië            | 0    | 2      | 0     | 2      |
| 10     | Rusland             | 0    | 1      | 3     | 4      |
| 11     | Georgië             | 0    | 1      | 2     | 3      |
| 12     | Italië              | 0    | 1      | 0     | 1      |
| 12     | Puerto Rico         | 0    | 1      | 0     | 1      |
| 14     | Zuid-Korea          | 0    | 0      | 4     | 4      |
| 15     | Verenigd Koninkrijk | 0    | 0      | 2     | 2      |
| 16     | Colombia            | 0    | 0      | 1     | 1      |
| 16     | Cuba                | 0    | 0      | 1     | 1      |
| 16     | Iran                | 0    | 0      | 1     | 1      |
| 16     | Israël              | 0    | 0      | 1     | 1      |
| 16     | Kazachstan          | 0    | 0      | 1     | 1      |
| 16     | Polen               | 0    | 0      | 1     | 1      |
| 16     | Spanje              | 0    | 0      | 1     | 1      |
| 16     | Oezbekistan         | 0    | 0      | 1     | 1      |
| Totaal | Totaal              | 15   | 15     | 30    | 60     |